# Гродзиськ (гміна)
Гміна Гродзиськ (пол. Gmina Grodzisk) — сільська гміна у східній Польщі. Належить до Сім'ятицького повіту Підляського воєводства. Центр гміни — селище Гродзиськ (Городиськ).
Станом на 31 грудня 2011 у гміні проживало 4607 осіб.

## Територія
Згідно з даними за 2007 рік площа гміни становила 203.21 км², у тому числі:
- орні землі: 65.00 %
- ліси: 29.00 %

Таким чином, площа гміни становить 13.92 % площі повіту.

## Населення
Станом на 31 грудня 2011:
| Опис     | Загалом | Загалом | Чоловіки | Чоловіки | Жінки | Жінки |
| -------- | ------- | ------- | -------- | -------- | ----- | ----- |
| одиниця  | осіб    | %       | осіб     | %        | осіб  | %     |
| все      | 4607    | 100     | 2349     | 50.99    | 2258  | 49.01 |
| міське   | 0       | 100     | 0        |          | 0     |       |
| сільське | 4607    | 100     | 2349     | 50.99    | 2258  | 49.01 |

## Сусідні гміни
Гміна Городиськ межує з такими гмінами: Бранськ, Дідковичі, Дорогичин, Перлеєво, Рудка, Сім'ятичі, Цехановець.